# Honorat de Racan
Honorat de Racan (* 5. Februar 1589 in Aubigné-Racan; † 21. Januar 1670 in Paris) war ein französischer Schriftsteller und Übersetzer.

## Leben und Werk
Honorat de Bueil, genannt Marquis de Racan, wuchs im Manoir de Champmarin (Aubigné-Racan, zwischen Tours und Le Mans) auf. Mit 8 Jahren verlor er seinen Vater, mit 13 Jahren seine Mutter. Er ging an den Hof und wurde Page des Königs. Als Lieblingsschüler von François de Malherbe schrieb er 1618 sein einziges Theaterstück, das Schäferspiel Les Bergeries, das großen Erfolg hatte. Ab 1619 wurde es im Hôtel de Bourgogne aufgeführt, ab 1624 am Hof. Nach dem Urteil von Pierre Voltz ist es heute noch lesbar.
1630 zog sich der „sanfte Racan“ auf sein Schloss La Roche-Racan (bei Saint-Paterne-Racan im Département Indre-et-Loire) zurück und begann, motiviert durch den Abt des nahegelegenen Zisterzienserklosters La Clarté-Dieu, seine dreißig Jahre währende Übersetzung vom Buch der Psalmen, „ein Monument der französischen Dichtung“ (Jean-Pierre Chauveau).
Racan war ab 1635 Gründungsmitglied der Académie française. Zu seinen Bewunderern gehörte Jean de La Fontaine.

## Werke
- Sept Psaumes, 1631.
- Odes sacrées, 1651.
- Cent neuf psaumes, 1654.
- Poésies, kritisch hrsg. von Louis Arnould, Paris, Hachette, 1930.
- Les Bergeries, kritisch hrsg. von Louis Arnould, Paris, Droz, 1937, 1991.
- Vie de Monsieur Malherbe, hrsg. von Marie-France Quignard, Paris, Le Promeneur, 1991.
- Œuvres complètes, kritisch hrsg. von Stéphane Macé, Paris, Honoré Champion, 2009 (1144 Seiten).